# Hrvatski rukometni kup za muškarce 1998./99.
Hrvatski rukometni kup za muškarce za sezonu 1998./99. je osmi put zaredom osvojio Badel 1862 iz Zagreba.

## Rezultati

### Osmina završnice
| klub1                              | rez.         | klub2               |
| ---------------------------------- | ------------ | ------------------- |
| Varteks Tivar (Varaždin)           | 20:25, 25:31 | Brodomerkur (Split) |
| Badel 1862 (Zagreb)                | 25:15, 30:21 | Trogir              |
| Karlovac                           | 25:25, 26:25 | Cetera (Đakovo)     |
| Slavonija 1890 DI (Slavonski Brod) | 18:40, 17:37 | Metković Jambo      |
| Zamet Autotrans (Rijeka)           | 18:18, 21:21 | Moslavina (Kutina)  |
| Virovitica                         | 32:25, 17:29 | Arena (Pula)        |
| Osijek 93                          | 23:26, 23:27 | Crikvenica          |
| Medveščak (Zagreb)                 | 27:14, 32:24 | Opuzen Slivno       |

### Četvrtzavršnica
| klub1               | rez.         | klub2                    |
| ------------------- | ------------ | ------------------------ |
| Crikvenica          | 26:18, 21:27 | Arena (Pula)             |
| Badel 1862 (Zagreb) | 21:23, 25:17 | Zamet Autotrans (Rijeka) |
| Medveščak (Zagreb)  | 27:25, 26:26 | Karlovac                 |
| Brodomerkur (Split) | 24:22, 21:22 | Metković Jambo           |

### Završni turnir
Igrano u Splitu.
| klub1               | rez.          | klub2               |
| poluzavršnica       | poluzavršnica | poluzavršnica       |
| ------------------- | ------------- | ------------------- |
| Medveščak (Zagreb)  | 29:22         | Crikvenica          |
| Brodomerkur (Split) | 15:16         | Badel 1862 (Zagreb) |
|                     |               |                     |
| za 3. mjesto        |               |                     |
| Brodomerkur (Split) | 32:13         | Crikvenica          |
|                     |               |                     |
| za pobjednika       |               |                     |
| Badel 1862 (Zagreb) | 23:22         | Medveščak (Zagreb)  |

## Poveznice
- 1.A HRL 1998./99.
- 1.B HRL 1998./99.
- 2. HRL 1998./99.